# 棟多
棟多是東非國家莫桑比克的城市，由索法拉省負責管轄，位於該國東部莫桑比克海峽沿岸，距離首府貝拉約20公里，市內有製造混凝土軌枕的工廠，2008年人口77,532。
19°37′S 34°45′E / 19.617°S 34.750°E